# Buffetjomfruen fra Lundehuskroen
Buffetjomfruen fra Lundehuskroen er en dansk stum dramafilm fra 1911 produceret af Biorama. Filmens instruktør er ukendt.
Filmens handling er identisk med handlingen i Nordisk Films Kompagnis film De to Medbejlere fra 1910.

## Handling
Karl arbejder som tjener på en lille hotel, hvor også buffetjomfruen Ellen arbejder. De to har været forlovede i flere år og sparer op til at købe deres eget lille hotel. En kunde lægger an på Ellen, og Karl bliver rasende og konfronterer kunden. Kunden undskylder, men hævner sig ved at lægge sin pung i Karls jakke, og får han arresteret for tyveri. Karl ender i fængsel og Ellen bliver også bortvist fra hotellet.
Ellen kan ikke finde andet job med et sådant skudsmål og ender i fattigdom. Hun er dog gode venner med Karls forsvarsadvokat, der tror på parrets forklaring. En dag er de to på café, og de to overhører at kunden, der fik Karl i fængsel, prale med, hvad der virkelig skete. Efter kundens indrømmelse over for de to vidner, er sagen opklaret; Karl bliver løsladt og kunden sat i fængsel i stedet. Karl får erstatning, og han og Ellen kan købe deres lille hotel.

## Reflist
1. ↑  Filmprogram, dfi.dk
2. ↑  Bioramas program for Buffetjomfruen fra Lundehuskroen